# Risicodeling
Risicodeling is een vorm van risicobeheer waarbij de kosten van de gevolgen van een risico worden gedeeld door meerdere partijen. Risicodeling is impliciet of expliciet een vorm van solidariteit.
Op kleine schaal kan dit bijvoorbeeld plaatsvinden binnen de familie of een vriendengroep. Op grotere schaal vindt dit plaats door verzekeringsmaatschappijen, beurzen en optiemarkten waar risico's afgedekt kunnen worden. Waar de private sector niet of niet voldoende in staat is om de risico's te delen zoals bij intergenerationele risicodeling, wordt wel ingesprongen door de overheid met bijvoorbeeld redistributie. Dit speelt onder meer een rol bij het monetair en fiscaal beleid en de sociale zekerheid.
Risicodeling heeft gevolgen voor de bereidheid tot het nemen van risico's. Doordat bij risicodeling de gevolgen per partij relatief klein zijn, kunnen grotere ondernemingen worden aangegaan en kunnen ook minder vermogenden deelnemen aan financieringen. Privé-initiatieven kunnen daarmee sterk toenemen in grootte en aantal en grote projecten zijn niet meer beperkt tot de staat of vermogende particulieren. Hiermee draagt risicodeling bij aan de groei van de welvaart. Zij kan een dempend effect hebben op economische crises als de gevolgen van de risico's binnen de draagkracht van de deelnemers vallen. Zodra deze grenzen echter overschreden worden, kan risicodeling bijdragen aan de verspreiding van een crisis en daardoor juist crisisversterkend werken.
Andere manieren om met risico om te gaan, zijn risicomijding, risicobeperking, risico-overdracht en risicoaanvaarding.